# Народт-Виблингверде
Народт-Виблингверде (њем. Nachrodt-Wiblingwerde) општина је у њемачкој савезној држави Северна Рајна-Вестфалија. Једно је од 15 општинских средишта округа Меркиш. Према процјени из 2010. у општини је живјело 6.848 становника. Посједује регионалну шифру (AGS) 5962044, NUTS (DEA58) и LOCODE (DE NCH) код.

## Географски и демографски подаци
Народт-Виблингверде се налази у савезној држави Северна Рајна-Вестфалија у округу Меркиш. Општина се налази на надморској висини од 305 метара. Површина општине износи 29,0 km². У самом мјесту је, према процјени из 2010. године, живјело 6.848 становника. Просјечна густина становништва износи 236 становника/km².